# Belgien i olympiska vinterspelen 1964
Belgien deltog med åtta deltagare vid de olympiska vinterspelen 1964 i Innsbruck. Ingen av landets deltagare erövrade någon medalj.